# World Air Games
I World Air Games (WAG) sono una competizione internazionale di sport dell'aria organizzati dalla Fédération Aéronautique Internationale (federazione internazionale degli sport dell'aria - FAI), ispirati ai Giochi olimpici e che si tengono ogni quattro anni.

## Discipline
- Acrobazia
- Aeromodellismo
- Aerostati
- Deltaplano
- Elicotteri
- Experimental
- Paracadutismo
- Parapendio
- Ultraleggeri
- Volo a vela

## Edizioni dei WAG
|   | Anno          | Nazione                                            | Organizzazione                                                              | Data                                               |
| - | ------------- | -------------------------------------------------- | --------------------------------------------------------------------------- | -------------------------------------------------- |
| 1 | 1997 Dettagli | Turchia                                            | Turkish Aeronautical Association (THK)                                      | 15 settembre - 21 settembre                        |
| 2 | 2001 Dettagli | Spagna                                             | Royal Spanish Aeronautics Federation (FAE), Royal Aero Club of Spain (RACE) | 23 giugno - 1º luglio                              |
| 3 | 2005 Dettagli | Cancellati, con Malaysia e Polonia paesi finalisti | Cancellati, con Malaysia e Polonia paesi finalisti                          | Cancellati, con Malaysia e Polonia paesi finalisti |
| 4 | 2009 Dettagli | Italia                                             | Aero Club d'Italia (AeCI)                                                   | 6 giugno - 13 giugno                               |
| 5 | 2015 Dettagli | Emirati Arabi Uniti                                | SkyDive Dubai                                                               | 1º dicembre - 10 dicembre                          |

### Cancellazione WAG 2005
Nel 2005, il comitato esecutivo della FAI decise di non continuare nel processo di selezione del paese organizzatore dei World Air Games 2005. Il Comitato valutò insufficiente il tempo rimasto affinché i due paesi finalisti, Malaysia e Polonia, potessero risolvere vari problemi organizzativi.

### WAG 2009
Il 27 ottobre 2007 il FAI ha annunciato l'apertura del processo di organizzazione per i Giochi del 2009. Torino è stata scelta come città organizzatrice dei World Air Games 2009. La decisione è stata annunciata al Museo Olimpico di Losanna dal Presidente FAI - federazione internazionale degli sport dell'aria, Pierre Portmann, ai primi di giugno del 2007.